# LoungeKey
Služba LoungeKey je přístup do letištních salonků a k obchodníkům pro držitele kreditní karty Premium a kovové debetní karty Premium (Mastercard World Elite), Business Premium a Business Gold. Přístup poskytují společnosti Priority Pass nebo Collinson (Indie, Čína, Peru). Návštěvy salonků a obchodníků jsou za každou osobu a návštěvu zpoplatněny.